# كوهي ميهارا
كوهي ميهارا (باليابانية: 三原 向平) (8 ديسمبر 1989 في كاغاوا في اليابان – )؛ هو لاعب كرة قدم ياباني سابق كان يلعب كمدافع.

## وصلات خارجية
- كوهي ميهارا على موقع رابطة كرة القدم اليابانية للمحترفين (اليابانية)
- كوهي ميهارا على موقع قاعدة بيانات كرة القدم.إي يو (الإنجليزية)
- كوهي ميهارا على موقع Soccerway.com (الإنجليزية)
- كوهي ميهارا على موقع عالم كرة القدم.نت (الإنجليزية)